# Goderickx Convent

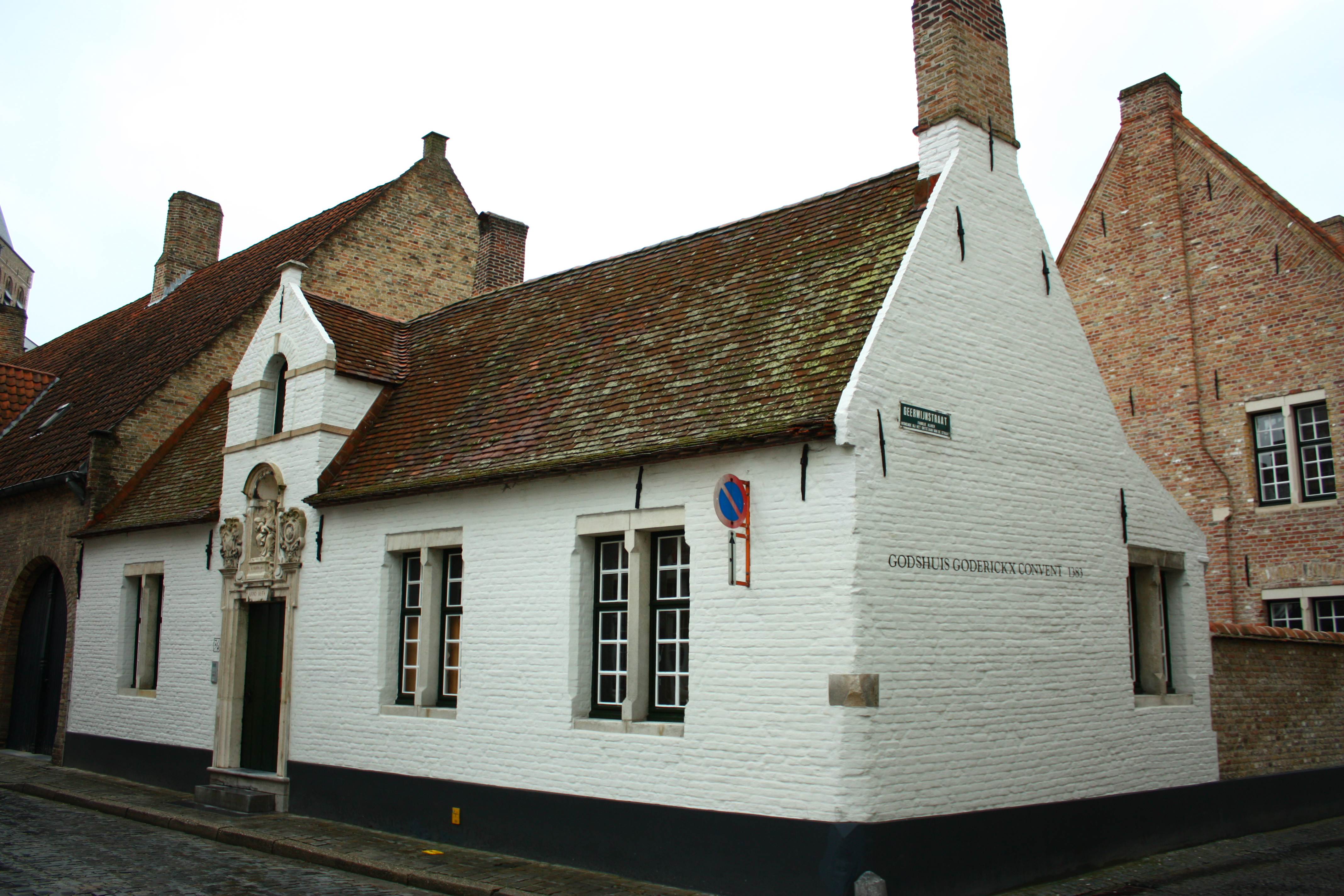
Het Goderickx Convent in de Moerstraat

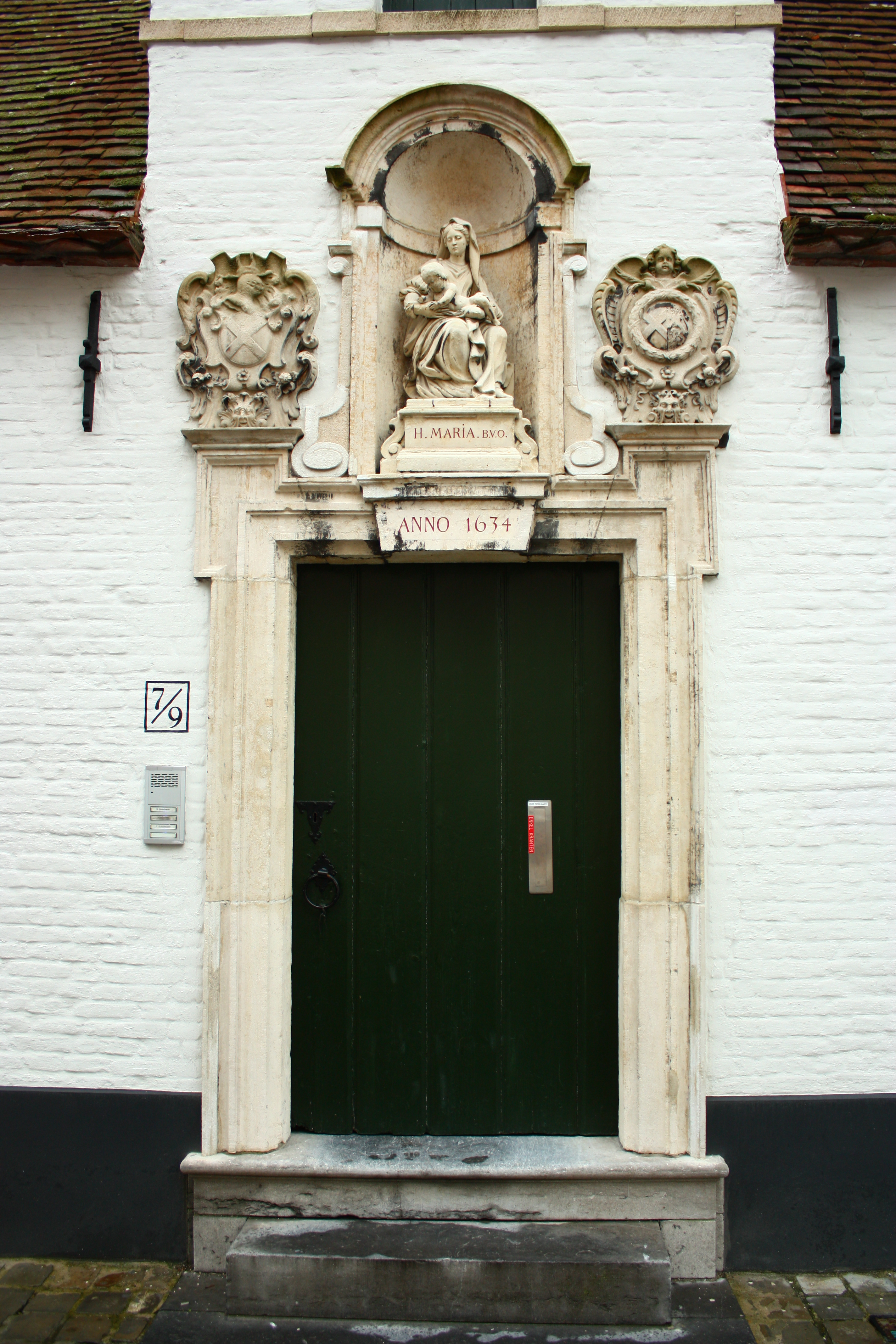
Ingangsdeur tot de godshuizen Goderickx Convent

Het Goderickx Convent is een godshuis in de Moerstraat in de Belgische stad Brugge.

## Geschiedenis
In 1383 fundeerde Margaretha Rym, weduwe van Everaart Goderickx, in de Geerwijnstraat een godshuis voor zeven arme weduwen. Zo wordt over de stichting meegedeeld in het oudste overgebleven document, dat dateert uit 1473.
In 1587 werd het vervallen convent verkocht en met de opbrengst werd in 1589 een eigendom aangekocht op de hoek van de Moerstraat en de Geerwynstraat, die werd verbouwd ten behoeve van de weduwen die in het vroegere godshuis woonden.
Ridder Floris van den Eeckhoudt, echtgenoot van Adriana Rym, schout van Brugge en voogd van het godshuis, liet in de jaren 1630 opnieuw werken uitvoeren. Het einde ervan werd in 1634 herdacht met een gedenksteen in de kleine kapel. Zijn echtgenote schonk een schilderij voor deze kapel, de 'Aanbidding van de herders', dat nog steeds tot de kunstverzameling van het OCMW behoort.
Na in de Franse tijd eigendom te zijn geworden van de Commissie van Burgerlijke Godshuizen, werd in 1808 de verkoop van het beluik vooropgesteld, maar dit ging uiteindelijk niet door.
In het begin van de twintigste eeuw, in 1949, in 1970 en in het begin van de eenentwintigste eeuw werden herstellings-, restauratie- en moderniseringswerken uitgevoerd.
Het monument is tot heden niet wettelijk beschermd.